# Атчисон, Дэвид Райс
Дэвид Райс Атчисон (англ. David Rice Atchison, 11 августа 1807, Лексингтон (Кентукки), США — 26 января 1886, Гауэр, Миссури, США) — сенатор США от штата Миссури (Демократическая партия). Шесть раз служил в качестве временного Председателя Сената США. Атчисон служил генерал-майором в милиции штате Миссури в 1838 году во время Мормонской войны в Миссури и бригадным генералом конфедератов во время Гражданской войны. Наибольшую известность Атчисон получил благодаря утверждению, что в течение одного дня (4 марта 1849 года), он якобы был исполняющим обязанности президента США. В то же время, почти все историки, учёные и биографы отвергли это утверждение. 
Атчисон был плантатором и рабовладельцем, видным сторонником рабства, активным участником столкновений в Канзасе между сторонниками и противниками рабства.

## Биография
Родился в семье Уильяма Атчисона в Фрогтауне, который теперь является частью Лексингтона, штат Кентукки. Получил образование в Трансильванском университете в Лексингтоне, где вместе с ним учились пять будущих сенаторов-демократов, в том числе Джефферсон Дэвис из Миссисипи, единственный президент Конфедеративных Штатов Америки. В 1829 году Атчисон был принят в адвокатскую палату штата Кентукки. 
В 1830 году Атчисон переехал в Либерти (округ Клей) в западной части штата Миссури, где занялся юридической практикой и фермерством. Адвокатская практика процветала, его самым известным клиентом был Джозеф Смит, основатель и первый президент Церкви Иисуса Христа Святых последних дней, в частности, Атчисон представлял Смита в земельных спорах с немормонскими поселенцами в округах Колдуэлл и Дейвис. 
В мае 1833 года партнёром Атчисона в его юридической практике в Либерти стал Александр Уильям Донифан. Атчисон и Донифан быстро сдружились, совместно играя в карты, посещая скачки, охоту и рыбалку.
В 1834 году Атчисон был избран в Палату представителей Миссури. Став депутатом, Атчисон много поработал над крупной сделкой по покупке индейских земель вдоль восточного берега реки Миссури.
Когда в 1838 году в Миссури вспыхнула так называемая Мормонская война, Атчисон был назначен генерал-майором в милиции (ополчении) штата и принял участие в подавлении насилия с обеих сторон. В том же 1838 году он был вновь избран в Палату представителей Миссури. Три года спустя Атчисон стал окружным судьёй на бывших индейских землях, приобретённых как раз при его участии. В 1843 году он был избран окружным комиссаром в округе Платт, где тогда жил.

## Карьера в Сенате
В октябре 1843 года Атчисон был назначен в Сенат США, чтобы заполнить вакансию в связи со смертью Льюиса Ф. Линна. Таким образом, он стал первым сенатором от Западной Миссури и самым молодым сенатором от штата Миссури на то время. В 1849 году Атчисон был переизбран в Сенат. 
Атчисон пользовался влиянием среди сенаторов-демократов, которые дважды, в 1845 и 1849 годах, избирали его Президентом pro tempore Сената США. Как сенатор он был горячим сторонником рабства и территориальной экспансии. Атчисон поддерживал аннексию Техаса и американо-мексиканской войны. Как сторонник рабства Атчисон принял активное участие в лоббировании Закона Канзас-Небраска, отменивший принятый Конгрессом в 1820 году Миссурийский компромисс, согласно которому на территориях западнее реки Миссисипи и севернее 36°30’ с. ш., отошедших к США после покупки Луизианы, рабство было запрещено.
Закон о Канзасе-Небраска спровоцировал серию вооружённых столкновений на землях Территории Канзас (будущий штат Канзас) между переселенцами из северных и южных штатов, вошедших в историю США как «Кровавый Канзас». Северяне, в большинстве своём свободные фермеры, выступали против разрешения рабства в Канзасе, в то время как южане надеялись присоединить его к числу рабовладельческих штатов. Политик-аболиционист Чарльз Самнер в эпической речи «Преступления против Канзас», произнесённой им 19—20 мая 1856 года в Сенате, обвинил Атчисона в соучастии во вторжении южан в Канзас, пытках и убийствах противников рабства. Через два дня Атчисон, ещё не зная об обвинениях Самнера, выступил с речью, в которой призвал южан-добровольцев, отправлявшихся в Канзас, жестоко бороться против аболиционистов. 
Полномочия Атчисона истекли 4 марта 1855 года. Он попытался избраться на новый срок, но демократы в законодательном собрании штата Миссури разделились между ним и другим сенатором-демократом Томасом Бентоном, противником рабства и врагом Атчисона. Одновременно, меньшинство вигов выдвинули своего кандидата. В результате, сенатора от штата Миссури удалось избрать только в январе 1857 года, когда победу одержал демократ Джеймс С. Грин.

## Гражданская война
Победа на президентских выборах 1860 года Авраама Линкольна спровоцировала многих южан, недовольных избранием в Белый дом республиканца, на начало сецессии, процесса выхода южных штатов из США. В то время как Атчисон с самого начала выступил за отделение Юга, его друг и партнёр Донифан оказался в тяжёлом положении. Будучи сторонником единства США, он в то же время не решался открыто выступить против своих друзей и единомышленников, в большинстве своём стоявших за выход из Союза. 
Атчисон примкнул к сторонникам губернатора штата Миссури Клэрборна Джэксона, выступавшего за Конфедерацию. Атчисон стал генерал-майором Сил обороны Миссури (ополчение). Во время летней кампании 1861 года Атчисон служил в северной части штата Миссури под командованием генерала Стерлинга Прайса. В сентябре 1861 года Ачисон привёл 3500 новобранцев на подмогу Прайсу и смог победить союзные войска, которые пытались блокировать силы конфедератов в округе Клей.
В марте 1862 года Атчисон принял участие в боевых действиях к западу от реки Миссисипи, в частности, в битве при Пи-Ридж в Арканзасе, победа в которой обеспечила Союзу контроль над штатом Миссури и северной частью штата Арканзас. После этого Атчисон покинул армию южан и переехал в Техас, где и жил до окончания гражданской войны. После войны он удалился на свою ферму близ Гауэра, где и скончался 26 января 1886 года в возрасте 78 лет. Он был похоронен на кладбище Гринлон в Платтсбурге (Миссури).
После поражения Юга Атчисон отрицал многие свои публичные заявления в защиту рабства, сделанные им до гражданской войны. Его дом сгорел дотла до его смерти в 1886 году. Вместе с ним сгорела библиотека Атчисона, содержащей книги, документы и письма, которые описывали его роль в мормонской войне, индейских делах, деятельности в защиту рабства и многое другое, охватывающее его карьеру в качестве адвоката, сенатора и военного.

## «Президент на один день»

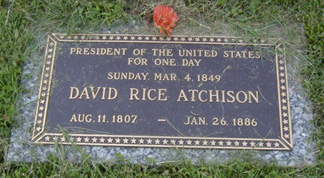
Могильный камень с надписью «Президент США в течение одного дня»

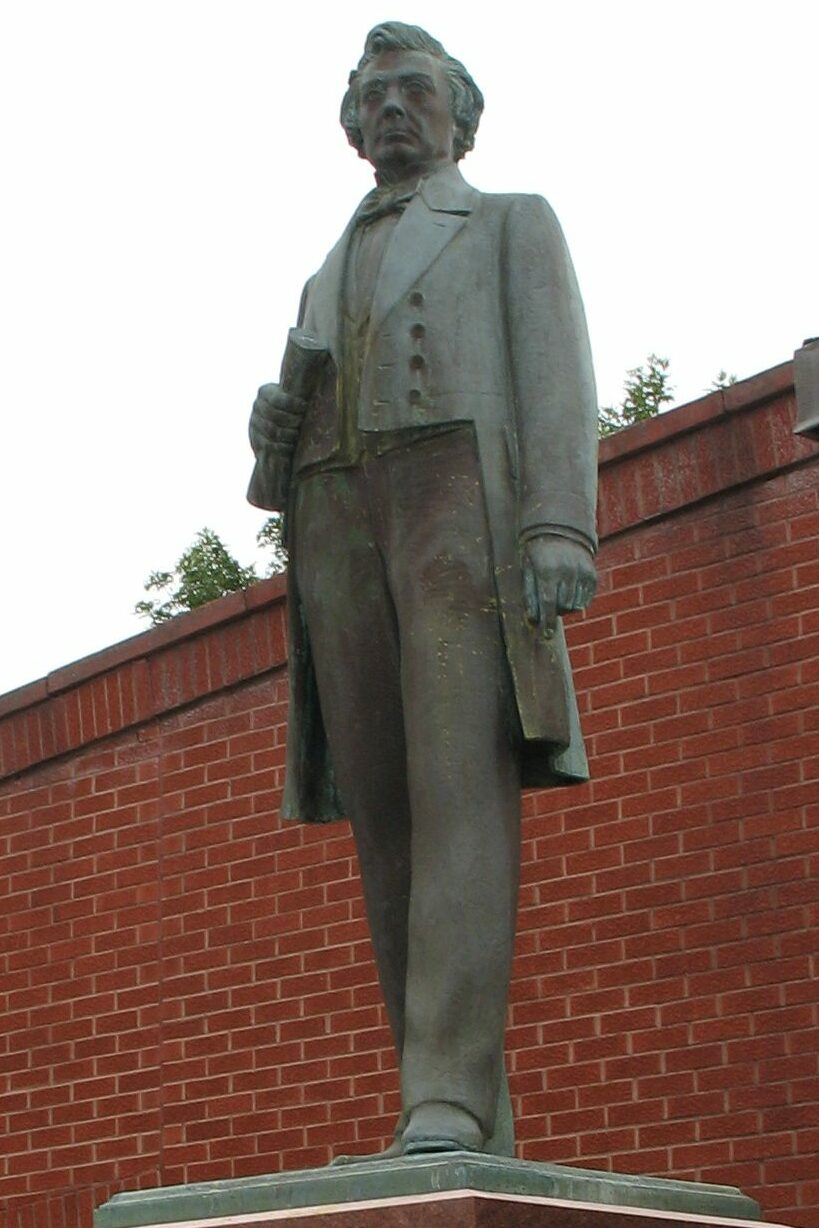
Памятник Дэвиду Райсу Атчисону с надписью «Президент США в течение одного дня»

Существует устойчивая легенда, что Дэвид Райс Атчисон был и. о. президента США в течение одного дня. В полдень 4 марта 1849 года истекал срок полномочий президента Джеймса Полка, в тот же день должна была пройти инаугурация нового президента — Закари Тейлора. Но избранный президент отказался от инаугурации в воскресение по религиозным соображениям. Таким образом, США остались на один день без президента. Будучи временным президентом Сената, соответственно, исполняющим обязанности вице-президента США, в соответствии с законом о законом о преемственности должности президента, действовавшим в то время, Атчисон мог считаться исполняющим обязанности президента. 
Сам Атчисон никогда не утверждал, что был Президентом США в течение одного дня. В интервью газете St. Louis Globe-Democrat он рассказал, что проспал большую часть дня своего предполагаемого президентства. Несмотря на это, в Атчисоне (штат Канзас) в феврале 2006 года в честь Атчисона была открыта музейная экспозиция, владелец которой утверждает, что это самая маленькая Президентская библиотека в стране. Так как она не признана таковой правительством США, то экспозиция была открыта как Исторический музей округа Атчисон (англ. Atchison County Historical Museum). Кроме того, в его честь был открыт исторический музей в Роквилл-Центре (штат Нью-Йорк), разместившийся в доме, построенном для Атчисона, но в который он так и не переехал. Ходят слухи, что во время сухого закона в стенах строения действовал подпольный бар, но это никогда не было доказано.
Историки, юристы-конституционалисты и биографы отвергают легенду о «президенте на один день». Они указывают, что срок полномочий Атчисона как главы Сената также закончился 4 марта, и он также не был приведён к присяге в течение другого срока или переизбран временным президентом до 5 марта. Кроме того, Конституция не требует, чтобы избранный президент приносил присягу, чтобы начать исполнять свои полномочия. Большинство историков и учёных утверждают, что как только истекает срок полномочий уходящего президента, избранный президент автоматически принимает эту должность. Некоторые считают, что должность остаётся вакантной до принятия присяги.

## Память
Атчисон умер 26 января 1886 года в возрасте 78 лет. Он был похоронен на кладбище Гринлон в Платтсбурге (штат Миссури), где в его честь перед зданием суда округа Клинтон был установлен памятник.
В честь Атчисона были названы город и округ в штате Канзас. Город впоследствии дал своё название железной дороге Атчисон—Топика—Санта-Фе (англ. Atchison, Topeka and Santa Fe Railway, AT&SF). Также в честь политика был назван округ в штате Миссури, первоначально называвшийся округ Аллен.
В 1991 году Атчисон был включён в Зал знаменитых миссурийцев (англ. Hall of Famous Missourians) в Джефферсон-Сити (Миссури), а его бронзовый бюст был установлен в ротонде Капитолии штата Миссури.
Существует также мемориал Атчисона, расположенный в районе Лансдаун города Лексингтон, второго по численности населения в штате Кентукки.